# Art hafside, zianide et mérinide
L’expression art hafside, zianide et mérinide désigne la production artistique qui a lieu au Maghreb sous ces trois dynasties, c’est-à-dire du XIIIe au XVIe siècle. Elle tient principalement en une importante architecture.
Il succède à l'art almohade (1140-1220), art d'une réforme religieuse, qui est aussi l'union des courants architecturaux de la Méditerranée occidentale et dans une certaine mesure, des inspirations sahéliennes de la « Civilisation de Ghana ». Le classicisme kufique de l'Ifriqiya rencontre la richesse du décor andalou, et les programmes monumentaux sont à la gloire de l'empire sacré des « Unicitaires ». Déjà l'almoravide des décennies 1080-1130 avait tenté la fusion et l'appropriation dans la construction d'édifices d'une rare harmonie, d'une grande clarté et garnis de riches décors. Le programme almohade met l'accent sur les attributs de la souveraineté émirale : grandes mosquées de rassemblement dans un des Ribât de Sala, sur les ruines du complexe militaire Sanhadja-Lemtuna à Marrakech, dans la métropole andalouse d'Isbalya (Giralda de Séville); mais aussi sur les fortifications de cités, des portes monumentales voient le jour, et l'entrelac polylobé, parfois coiffé d'un serpent protecteur turkmène apparaissent ainsi que des proto-types de Muqarnas géants, directement inspirés de la mode ayyoubide. Dernier élément, mais non des moindres, l'apparition de l'arc outrepassé brisé.

## Historique
Au cours du second tiers du XIIIe siècle, les États asturo-galiciens (Castille, Leon) et arago-catalans s'emparent des royaumes musulmans d'Espagne et inversent la règle romano-islamique, musulmans et juifs paient un impôt supplémentaire, ils se dénomment « Mudajjan » (Mudéjar) : les soumis ; cependant, la société hispano-andalouse ne change que très lentement, l'art mudéjar est un art à destination des chrétiens mais réalisé par des andalous chrétiens et musulmans. Il constitue une des faces de l'art maghrébin des XIVe et XVe siècles.
Seul dans la Sierra Nevada et les pâtures avoisinantes, un Sahib maintient un émirat face à la côte marocaine, il concentre à Gharnata (Grenada).
Au Maghreb, les Zénètes prennent le contrôle des grandes cités et délogent finalement les Almohades de Marrakech en 1268. Ils se fractionnent en deux groupes, les Zianides, depuis Tlemcen (1235) et les Mérinides, depuis Taza (1235) puis Fez (1258). Le client Ifriqien hafside prend également son indépendance de fait au cours de cette décennie.
L'art maghrébin évolue désormais, il se manifeste en ouvrages militaires, défensifs et majestueux (fortifications, portes) sur commande de la dynastie régnante, mais également dans un effort permanent d'enrichissement des édifices liés au waqf ou habous ou chez des particuliers: mausolées, hospices généraux ou Zawiya, marchés voûtés ou Qaysariya-kissaria, salles de prières, mosquées, collèges universitaires (médersa), hôpitaux psychiatriques (bimaristan), demeures à patio (riad / dâr), comme à jardin central ou Ryad atteignent leur forme définitive, thermes (hammam).
Cette explosion d'établissements socio-religieux et militaro-prestigieux suit une évolution globale de la société islamique, qui s'empare du cœur des cités et façonne l'idée de l’État Providence afin de justifier sa pérennité. Nul objectif militant, nul intérêt supérieur ne guide Nasrides, Hafsides, Zyanides et Mérinides en dépit de conflits très sérieux, notamment entre Castillans, Portugais, Grenadins et Fassis sur la question des détroits jusqu'au milieu du XIVe siècle.
L'art maghrébin acquiert le goût gothique du vitrail et de l'exubérance géométrique et figurative, il utilise pour ce faire le parement de stuc, qui reprend les motifs de fils sans fins d'arcs outrepassés, polylobés, de lambrequins et de muqarnas. Les motifs végétaux résident dans un jeu habile entre rinceaux de vigne stylisés, du plus pur style oriental, la palme (un palmier dattier stylisé) et la pomme de pin.
Les linteaux de cèdres, déjà présents à l'époque almohade sont désormais généralisés sur le registre supérieur des grands intérieurs, l'art de la majolique monochrome culmine dans le raffinement des décors de zellige. La calligraphie décorative s'orientalise également, le Naskh y occupe une place dominante, et finit par acquérir une identité et des variantes purement occidentales, il occupe en particulier des frises de panneaux de céramique polychrome, le stuc et le cèdre y remplaçant le sobre kufique almohade. La tuile complète l'édifice, colorée de vert ou de bleu.
La période de ces arts peut se distinguer entre période primitive (1240-1280), période classique (1280-1335), période « flamboyante » (1335-1430), période tardive, corrompue (1430-1530) avant que l'art maghrébin ne se replie manifestement derrière la frontière « marocaine » et y crée l'art « saadien » (1530-1630), récalcitrant, en particulier, à la coupole.

## Architecture

### Hafside
Tunis est la ville principale où construisent les Hafsides. La mosquée de la kasbah est édifiée plusieurs années avant l’indépendance de la dynastie vis-à-vis des Almohades et présente des points caractéristiques de la tradition architecturale de la région : construction en pierre et voûtes en berceau sur des colonnes. Des nouveautés provenant des Zianides ou d’al-Andalus sont décelables dans les muqarnas et le décor de stuc taillé.
Cependant, l’apport majeur des Hafsides tient dans l’implantation de médersas en Occident. Celle de Shamaiyya, édifiée par Abû Zakariyâ' Yahyâ en 1249, est une structure simple, plus ou moins à quatre iwans. Construite en pierre, elle présente une élévation sur colonnes, qui supportent des chapiteaux à fleurons caractéristiques des Hafsides, et des rappels de l’architecture andalouse.

### Zianide

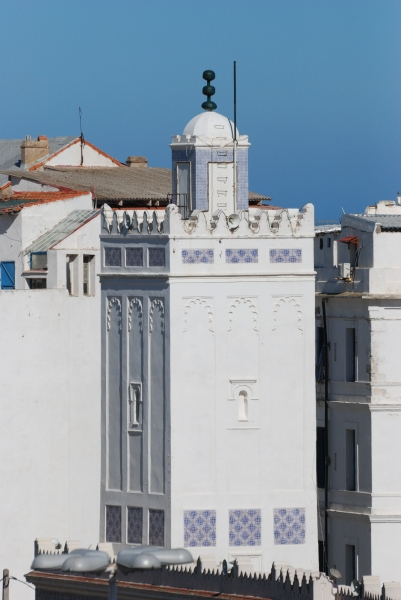
Minaret de la Grande Mosquée d'Alger, construit par le sultan Zianide Abû Tâshfîn

La ville de Tlemcen est située dans une zone facile à défendre, et comporte plusieurs centres urbains, beaucoup de tombeaux et de lieux de prière. La ville est tenue par les Abdalwadides, mais deux fois prise par les Mérinides (de 1337 à 1348 et de 1352 à 1359). Le minaret est situé dans l’angle nord-est de la cour est une particularité des édifices zianides.
La mosquée Abou Madyane, ou Sidi Belhasan, est érigée en 1296. De petite taille, elle possède un plan très simple, sans cour, la salle de prière étant réduite à trois nefs perpendiculaires à la qibla. Le minaret à fut carré rappelle celui de la mosquée d’Agadir, mais l’élément le plus remarquable est le mihrab, qui porte à lui seul la plus grande partie du décor. Faisant saillie sur le mur, cet élément porte un décor de stuc couvrant, dont le répertoire est limité mais le travail très délicat, et donne un effet de dentelle plutôt que de relief. Les épigraphies cursive et kufique s’y mêlent, au milieu de palmettes et de demi-palmettes. Les arcs outrepassés à claveaux rayonnants évoquent la grande mosquée de Cordoue, mais la coupole au-dessus du mihrab impressionne par sa modernité : elle est emplie de muqarnas, un siècle déjà avant l’Alhambra.
Séparé de cette mosquée par une cour se trouve celle d’Al-Eubad, qui date de 1339 et sert d’annexe à Abou Madyane et de tombeau. Si la salle de prière, petite et sobre, est bâtie sur un plan en T classique et surmontée d’une voûte barlongue, le décor de grande qualité surprend : mosaïque de céramique, travail de stuc très développé, voûtes de muqarnas, coupole au-dessus du mihrab ajourée, etc.
Le Sultan Abou Hammou Ier fait construire un palais et une mosquée dans le méchouar de Tlemcen en 1317.

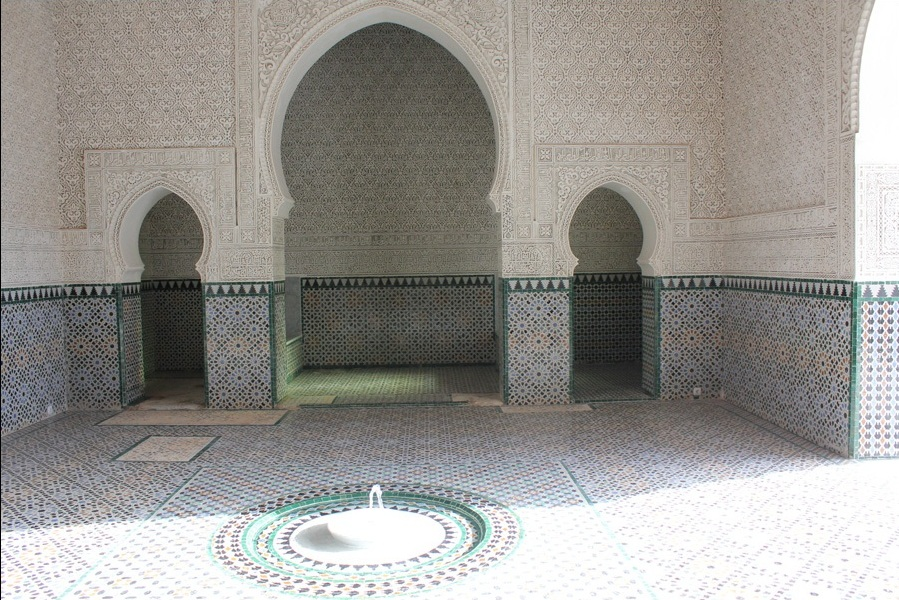
Salle intérieure du palais El Mechouar.
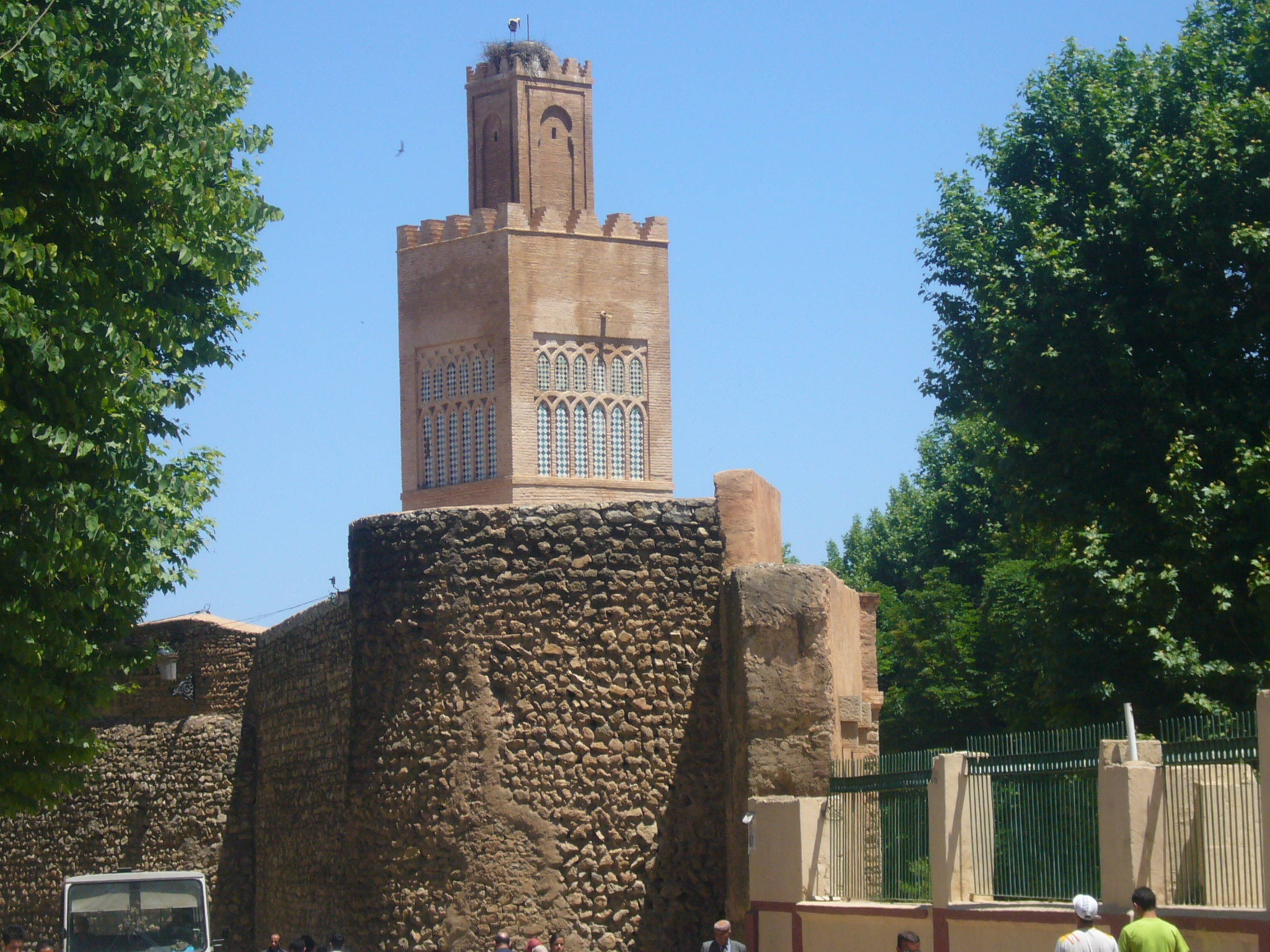
Vue extérieure de l'enceinte du Mechouar et du minaret de sa mosquée.
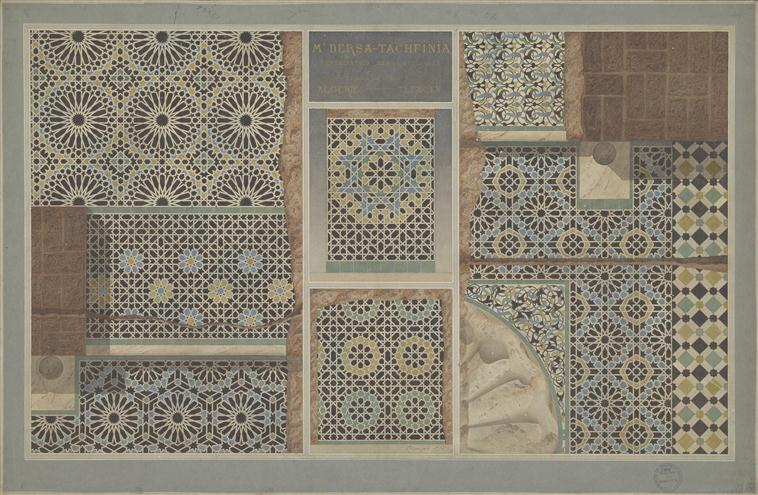
Zellige de Médersa Tachfinia à Tlemcen, datant du XIVe siècle.

### Mérinide

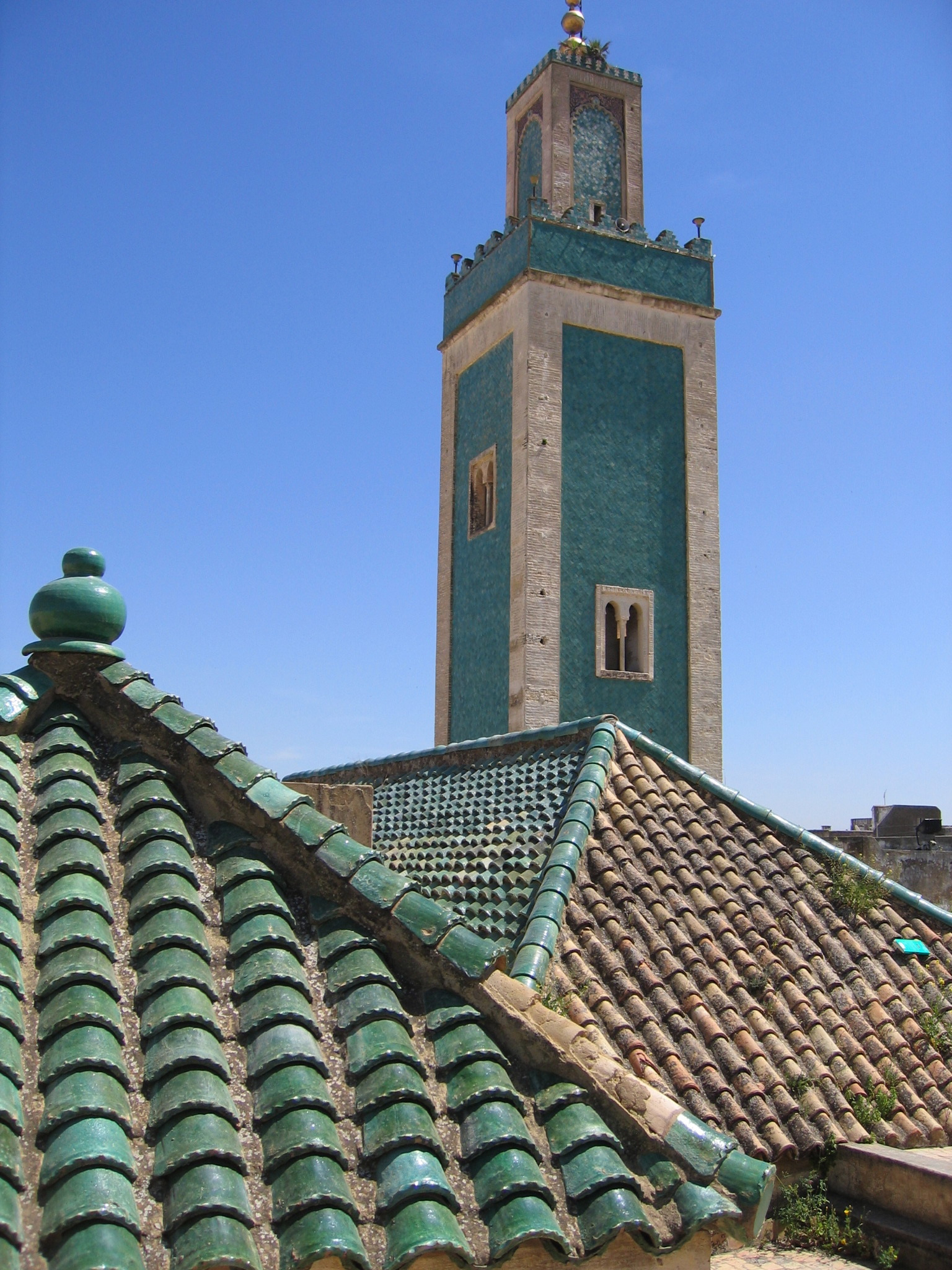
Toit en tuiles vernissées et minaret carré à la madrasa Bu 'Inaniyya de Meknès (Maroc)

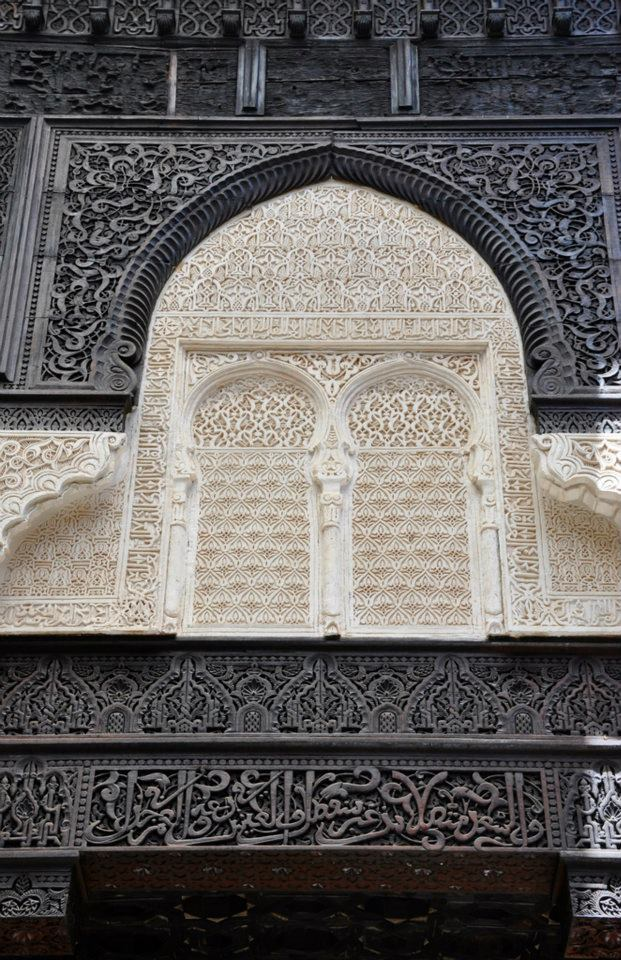
Médersa mérinide de Salé

Les Mérinides succédèrent aux Almohades au Maghreb Occidental et dans le Maghreb central au début du XIIIe siècle. Appartenant à la tribu berbère des Banû Marîn, ils ne confessaient pas le même zèle religieux que leurs prédécesseurs et disposaient d’effectifs assez réduits, d’où une conquête assez longue (conquête du Maroc à partir de 1216, mais prise de Marrakech en 1269 seulement, et Sijilmassa en 1273).
Les Mérinides établirent leur capitale à Fès, qu’ils embellirent et développèrent. Ils se considéraient comme les héritiers des Almohades, et tentèrent de reconquérir al-Andalus sans succès. L’idée de djihad se développa, et des courants de ferveur populaire comme le maraboutisme prirent de l’ampleur.
En sus des chrétiens en Espagne, les Mérinides eurent à combattre deux dynasties islamiques : les Abdalwadides du Sultanat zianide, maîtres de la ville de Tlemcen, qui virent leur cité occupée deux fois à partir de 1337 ; et les Hafsides, régnant en Tunisie, que jamais les Mérinides ne parvinrent à déloger.
La dynastie périclita au XVe siècle, avec l’attaque portugaise sur Ceuta, qui déclencha une forte réaction jihadiste dans le Maghreb et mit aux premières loges la tribu berbère des Wattassides (Banû Watâs), cousine des Mérinides. Avec l’assassinat de 'Abd al-Haqq II en 1465 s’éteignit la lignée principale, et se mit en place une éphémère dynastie wattassides, elle-même vaincue en 1549 par les Sharif Sadiens, qui occupèrent Fès.
À l’installation de la nouvelle dynastie, le Maghreb Occidental n’était pas vierge de toute architecture, tant s’en faut, et avait déjà développé des traits propres que conservent et développent les Mérinides. Dans les mosquées, ceux-ci sont :
- un plan arabe en T, avec sept nefs perpendiculaires au mur qibli, dont celle du centre est plus large ;
- un minaret de plan carré ;
- un mihrab faisant saillie et traité comme une pièce à part entière.

Les décors de stuc sont généralement moins importants que chez les Nasrides, mais on retrouve les mêmes toits en fort encorbellement avec des tuiles vernissées. La céramique esgarffiée est une caractéristique des décors mérinides.
Le concept de madrasa est importé en occident musulman par les Hafsides, qui bâtissent la première en 1249 à Tunis. Cette apparition assez tardive, par rapport à la partie orientale du monde islamique, est due au faible taux de Chiisme dans la région ; les madrasa sont donc dévolues moins à diffuser le sunnisme que le savoir et la doctrine officielle. Elles permettent aussi l’enseignement et la diffusion de l’islam dans les lieux ruraux, dont certains resteront non-islamisés jusqu’au XIXe siècle.

#### La ville de Fès
Le choix de la localité de Fès comme capitale n’est pas un hasard : en effet, cette cité servait déjà de capitale sous la dynastie idrisside, une dynastie descendant d’un membre de la famille de Mahomet. Elle permet donc aux nouveaux maîtres du Maroc de se démarquer par rapport aux Almohades, auparavant établis à Marrakech, et met en évidence la recherche de légitimation que mènent les Mérinides en recensant les descendants de la famille de Mahomet.
Si plusieurs mosquées sont établies à Fès par les Mérinides, ce sont surtout les madrasas qui marquent l’architecture de cette période dans la ville. La madrasa 'Attarin, édifiée entre 1323 et 1326 dans le souk des parfumeurs, apparaît quasiment comme une œuvre expiatoire, après une famine due à la sécheresse (1323), l’incendie du souk (1324) et une inondation (1325). Il s’agit de la deuxième madrasa élevée par Abu Said dans la ville, un petit édifice prestigieux et coloré. Le plan s’articule autour d’une cour de 11 sur 6,50 m entourée de cellules sur un étage. Un portique réduit créé une zone d’ombre qui agrandit l’espace en donnant l’illusion d’un promenoir. Le décor articule les différentes parties du bâtiment ; il est constitué de mosaïque de céramique, de stuc en faible relief, de moucharabiehs en bois de cèdre et de céramique esgraffiée.

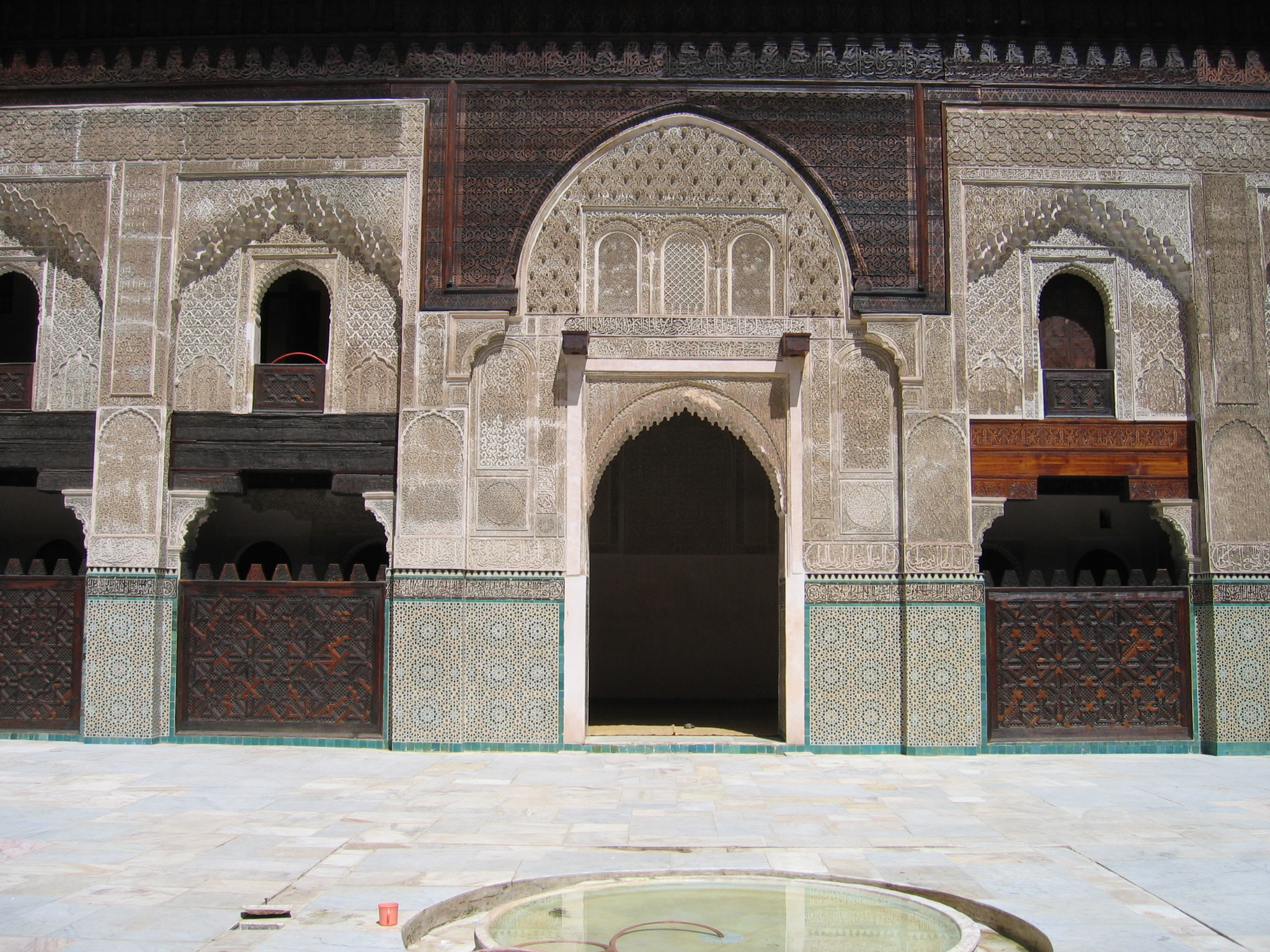
Médersa Bou Inania de Fès, cour, 1357

Un second exemple est la madrasa Bu 'Inaniyya, datée de 1357, à savoir sous le règne de Abu 'Inan. Il s’agit de la plus vaste madrasa mérinide connue, qui s’appelait à l’origine Mutawakilia. Elle est constituée d’une cour carrée de 20 m de côté, entouré de deux pièces carrée ressemblant à des embryons d’iwans et de deux ouvertures, l’une menant à la salle de prière, l’autre à une zone de boutique constituant les biens habous, c’est-à-dire les biens de waqf. Le plan est très symétrique, et le premier étage comprend des cellules pour les étudiants, avec des fenêtres closes par des moucharabiehs. On remarque l’importance du bois dans cette architecture : moucharabiehs, placages de cèdre sculpté, corbeaux de bois sculpté (spécialité mérinide), coupole en bois au-dessus du mihrab, etc. Le minbar s’inscrit dans la tradition des grands minbars occidentaux, avec un décor soulignant l’emmarchement sur les côtés, un assemblement par des baguettes de mois et des motifs créés par l’utilisation d’os et de bois clair.

#### La ville de Taza
Un monument particulièrement important est élevé à Taza : la grande mosquée de la ville est en effet le premier édifice mérinide conservé (1291). Sa disposition fut largement copiée ensuite, mais elle connut elle-même des modifications (agrandissement du haram) sous Abu Yakub. Son plan est un plan arabe en T, classique, avec des nefs perpendiculaires à la qibla, mais on remarque surtout sa coupole entièrement ajourée, avec un réseau de niches polylobées et de muqarnas dans les trompes. Les nervures, qui froment au centre un motif étoilé n’ont aucun rôle porteur. Le décor, réalisé grâce à du stuc taillé en très bas relief, présente des palmettes bifides effilées, de petites pommes de pin, des coquilles, des médaillons polylobés, des feuilles, etc. Le répertoire se réduit un peu à cette période, mais la maestria de l’exécution et la finesse du détail compensent le changement. L’épigraphie cursive suit la mode andalouse.

#### La Mansourah

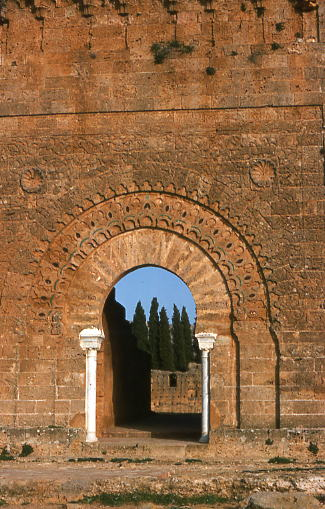
Porte du minaret de la Mosquée de Mansourah de Tlemcen.

Située à cinq kilomètres de Tlemcen la Mansourah était une énorme ville fortifiée, enclose de murs renforcés par pas moins de quatre-vingt tours. Elle fut édifiée pour réduire le pouvoir des Abdalwalides de Tlemcen, et mener un siège qui dura huit ans et se solda par l’assassinat du mérinide Abu Yakub. Dès lors, la mansura se ruina et devint une grande ville commerçante, aux dires de Yahya ibn Khldun, le frère de l’historien Ibn Khaldoun. En 1337, la prise de Tlemcen par Abu'l Hasan conduit à une restauration de la mansura, mais celle-ci est délaissée par son fils, qui y récupère des matériaux de construction.
Le palais de la Mansourah est constitué de cours carrées ou oblongues et comporte un bassin oblong et des éléments d’alimentation en eau. Des chapiteaux utilisés dans la mosquée Sidi Bumedien en proviennent. En albâtre jaune, ils sont assez curieux de par leur corbeille en forte saillie, qui se fond dans le fût de la colonne.
La grande mosquée de Mansourah, qui s’étale sur près de 500 m2, possède un plan un peu spécial : au lieu de posséder une travée plus large devant le mur de qibla, comme le veut le plan en T, ce sont trois travées qui entourent la maqsura, comme à Tinmel, d’ailleurs. La grande cour carrée est assez caractéristique du Maghreb aux XIIIe et XIVe siècles, mais la ziyada qui entoure le bâtiment est plus rare. Quant au minaret, haut de 38 m, son fût carré entièrement en pierre est décoré de manière différente à chaque étage. Outre les portes à arcs outrepassés et les balcons, on note la présence de nombreux muqarnas, de motifs de palmettes bifides et de coquilles et un goût prononcé pour la polychromie.

#### Chellah
Chellah (Shillah en arabe) est une nécropole romaine, construite non loin de Rabat entre 1331 et 1348 et dominant un ouadi (fleuve) navigable. Dès 1260, l’aqueduc fut fortifié et un rempart élevé par Abu Al Hassan en 1339, dont l'inscription qui surmonte la porte monumental d'entrée témoigne précise la date de l'achèvement de ce programme de fortification.On assiste en 1284 premier enterrement de la princesse mérinide Umm Al Izz (أم العز). D’autres ensevelissements suivirent celui-ci, bien qu’une autre nécropole dynastique ait existé à qui porte le nom de la nécropole d'Al qolla(القلة). Chellah comprend un grand complexe. On y trouve la mosquée d'Abu Al Hassan, une madrasa édifiée sous Abu 'Inan (vers 1348), une série de mausolées sous coupole et des jardins funéraires. Dans les mausolées, décorés de pierre à l’extérieur, se trouvent des cénotaphes prismatiques, une forme typique du Maghreb. Les épigraphies qui le recouvrent, et constituent en partie le décor du bâtiment, sont en cursif un peu « mou », un autre trait récurrent de l’occident musulman, que l’on retrouve dans l’Alhambra.